# Desa Malangjiwan (administrativ by i Indonesien, lat -7,69, long 110,56)
Desa Malangjiwan är en administrativ by i Indonesien.   Den ligger i provinsen Jawa Tengah, i den västra delen av landet, 400 km öster om huvudstaden Jakarta.